# Skedehinde
Skedehinden er i botanikken en hindeagtig udvækst, hvor bladskeden på et blad stopper og bladpladen starter. Skedehinde forekommer hos en del enkimbladede planter, bl.a. hos nogle græsser og halvgræsser, og kan eventuelt være omdannet til eksempelvis hår (hos tagrør).